# Cary-Hiroyuki Tagawa
Cary-Hiroyuki Tagawa (田川洋行 Hiroyuki Tagawa?) (Tokio, Kantō; 27 de septiembre de 1950), también conocido como Cary Tagawa, es un actor estadounidense de ascendencia japonesa, y también nacionalizado ruso como Panteleymon Tagawa (Пантелеймон Тагава).

## Biografía
Su madre fue una actriz de Tokio y su padre era un militar estadounidense nacido en Hawái y de ascendencia japonesa, que trabajaba en el servicio de contra-inteligencia. En 1955, con seis años, su familia se mudó a Texas, al sur de los Estados Unidos y se estableció allí, durante el conflicto racial y el movimiento por los derechos civiles en Estados Unidos que le influye en su vida personal, así como la guerra de Vietnam. Su padre estuvo destinado en diferentes partes de Estados Unidos, en Fort Bragg (Carolina del Norte), en Fort Polk (Los Ángeles) o Fort Hood (Texas). Su familia finalmente se establece al sur de California, donde Tagawa aprende a actuar en su instituto y comienza a estudiar artes marciales como Kendo para reencontrarse con su origen japonés. A los 21 años empieza a entrenar karate bajo el liderazgo del maestro japonés Masatoshi Nakayama, además de residir un año en Japón, mientras estudiaba en la Universidad del Sur de California. 
Dieciséis años después de graduarse de la universidad, decidió convertirse en actor y empieza su carrera en el cine o la televisión a finales de los años 1980. Desde entonces, ha participado en decenas de producciones y participado en diferentes proyectos.
Actualmente reside en Hawái, donde se mudó con su familia en 1992. Está divorciado de dos matrimonios anteriores y tiene tres hijos. 
En Moscú, el 12 de noviembre de 2015, Tagawa aceptó a los 65 años el bautismo en la Iglesia ortodoxa rusa con el nombre de Panteleimon por el santo de San Pantaleón. En 2016, el actor recibió la ciudadanía de la Federación de Rusia.

## Papeles notables
Tagawa se hace conocido por primera vez con su actuación en la película de Bernardo Bertolucci de 1987, El último emperador.  Es conocido por sus personajes como villano en películas de artes marciales como Mortal Kombat donde interpretó a Shang Tsung, o como Heihachi Mishima en Tekken, y participa en grandes producciones cinematográficas como Pearl Harbor o El planeta de los simios. También ha actuado en numerosas series de televisión populares como Star Trek: La nueva generación, Babylon 5, Thunder in Paradise, Héroes y The Man in the High Castle. 
También proporcionó la voz en la película de animación de Kubo and the Two Strings, Sin Tzu para el videojuego de Batman: Rise of Sin Tzu y repitió su papel como Shang Tsung en Mortal Kombat 11.

## Filmografía

### Cine
| Año  | Título                              | Rol                                           | Notas         |
| ---- | ----------------------------------- | --------------------------------------------- | ------------- |
| 1986 | Big Trouble in Little China         | Wing Kong Swordsman                           | No acreditado |
| 1986 | El Templo                           | Toshi                                         |               |
| 1987 | A prueba de balas                   | Thug in Flashback                             | No acreditado |
| 1987 | El último emperador                 | Chang                                         |               |
| 1988 | Spellbinder                         | Teniente Lee                                  |               |
| 1988 | Twins                               | Hombre oriental                               |               |
| 1989 | El último enemigo                   | Marino imperial                               |               |
| 1989 | Licencia para matar                 | Kwang, Kwan, un agente de la CIA de Hong Kong |               |
| 1991 | Kickboxer 2                         | Sanga                                         |               |
| 1991 | Showdown in Little Tokyo            | Funekei Yoshida                               |               |
| 1991 | The Perfect Weapon                  | Kai                                           |               |
| 1992 | Némesis                             | Angie-Liv                                     |               |
| 1992 | American Me                         | El Japo                                       |               |
| 1993 | Sol naciente                        | Eddie Sakamura                                |               |
| 1994 | Natural Causes                      | Mayor Somchal                                 |               |
| 1994 | Picture Bride                       | Kanzuki                                       |               |
| 1995 | The Dangerous                       | Kon                                           |               |
| 1995 | Mortal Kombat                       | Shang Tsung                                   |               |
| 1995 | Heat                                | Street Cop                                    | No acreditado |
| 1995 | Soldier Boyz                        | Vinh Moc                                      |               |
| 1996 | Tigre blanco                        | Victor Chow                                   |               |
| 1996 | The Phantom                         | El gran Kabai Sengh                           |               |
| 1996 | Danger Zone                         | Monsieur Chang                                |               |
| 1997 | Top of the World                    | Capitán Hefter                                |               |
| 1997 | Mortal Kombat: Aniquilación         | Shang Tsung                                   | Cameo         |
| 1998 | Vampiros                            | David Deyo                                    |               |
| 1998 | Provocateur                         | Captain Jong                                  |               |
| 1998 | American Dragons                    | Matsuyama                                     |               |
| 1999 | Juego de dragones                   | General Ruechang                              |               |
| 1999 | Fixations                           | Alex                                          |               |
| 1999 | Mientras nieva sobre los cedros     | Zenhichi Miyamoto                             |               |
| 2000 | El arte de la guerra                | David Chan                                    |               |
| 2001 | Pearl Harbor                        | Cmdr. Minoru Genda                            |               |
| 2001 | El planeta de los simios            | Krull                                         |               |
| 2005 | Elektra                             | Roshi                                         |               |
| 2005 | Memorias de una geisha              | The Baron                                     |               |
| 2006 | The Slanted Screen                  | Él mismo                                      | Documental    |
| 2006 | Teen Titans: Trouble in Tokyo       | Brushogan (voz)                               |               |
| 2007 | Balls of Fury                       | Mysterious Asian Man                          |               |
| 2007 | Blizhniy Boy: The Ultimate Fighter  | Alibek                                        |               |
| 2008 | Lost Warrior: Left Behind           | Detective Yoshide                             |               |
| 2008 | Bodyguard: A New Beginning          | Kai                                           |               |
| 2009 | By the Will of Chingis Khan         | Bodyguard                                     |               |
| 2009 | Siempre a tu lado, Hachiko          | Ken                                           |               |
| 2009 | Tekken                              | Heihachi Mishima                              |               |
| 2009 | The Tomb                            | Len Burris                                    |               |
| 2012 | Black Cobra                         | Goro Tanaka                                   |               |
| 2013 | 47 Ronin                            | Shogun Tokugawa Tsunayoshi                    |               |
| 2014 | Hype Nation 3D                      | Sammy Kata                                    |               |
| 2014 | Sacerdote-San                       | Padre Nikolai (Takuro) Nakamura               |               |
| 2014 | Ninja Apocalypse                    | Fumitaka                                      |               |
| 2014 | Tekken 2: Kazuya's Revenge          | Heihachi Mishima                              |               |
| 2014 | Skin Trade: Tráfico humano          | Senator Khat                                  |               |
| 2015 | Junction                            | Narrador (voz)                                |               |
| 2015 | El hombre con los puños de hierro 2 | El Mayor                                      |               |
| 2015 | Little Boy                          | Hashimoto                                     |               |
| 2016 | Showdown in Manila                  | Aldric Cole                                   |               |
| 2016 | Beyond the Game                     | Detective Yoshida                             |               |
| 2016 | Kubo and the Two Strings            | Hashi (voz)                                   |               |
| 2016 | The Whole World at Our Feet         | Khazar                                        |               |
| 2018 | Sky Sharks                          | Michael Morel                                 |               |
| 2020 | Duel of Legends                     | Sting                                         |               |
| 2024 | Reagan                              | Yasuhiro Nakasone                             |               |

#### Cortos
| Año  | Título                          | Rol                           | Notas |
| ---- | ------------------------------- | ----------------------------- | ----- |
| 2005 | True Love & Mimosa Tea          | Andreas Kanaka                |       |
| 2005 | The Sand Island Drive-In Anthem | Tío C                         |       |
| 2009 | The Legend of Chang Apana       | Chang Apana                   |       |
| 2010 | Absolute.ness                   | Chief Dax                     |       |
| 2010 | Overturned                      | Judge                         |       |
| 2015 | Genghis Khan Conquers the Moon  | Genghis Khan                  |       |
| 2016 | Overwatch: Dragons              | Narrador/Sojiro Shimada (voz) |       |

### Televisión
| Año     | Título                                                    | Rol                     | Notas                                                               |
| ------- | --------------------------------------------------------- | ----------------------- | ------------------------------------------------------------------- |
| 1987    | MacGyver                                                  | Comprador asiático      | Episodio: "Dalton, Jack of Spies"                                   |
| 1987    | Los Colby                                                 | Sr. Sung                | Episodio: "Devil's Advocate"                                        |
| 1987    | Star Trek: La nueva generación                            | Mandarin Bailiff        | Episodio: "Encuentro en Farpoint"                                   |
| 1987-89 | Corrupción en Miami                                       | Tegoro Kenji Fujitsu    | Episodio: "The Rising Sun of Death" & "Asian Cut"                   |
| 1988    | Hotel                                                     | Inspector Chin          | Episodio: "Double Take"                                             |
| 1989    | L.A. Takedown                                             | Hugh Denny              | Película para televisión                                            |
| 1989    | Las aventuras de Superboy                                 | Detective Jed Slade     | Episodio: "Terror from the Blue"                                    |
| 1989    | Knots Landing                                             | Sr. Toyo                | Episodio: "Giganticus II: The Revenge"                              |
| 1989    | Luz de luna                                               | Artista                 | Episodio: "Perfetc"                                                 |
| 1989    | A Peaceable Kingdom                                       | Entrenador              | Episodio: "Chimp"                                                   |
| 1989    | Alien Nation                                              | Yamato                  | Episodio: "The First Cigar"                                         |
| 1989    | Mission: Impossible                                       | Vang Kai                | Episodio: "Countdown"                                               |
| 1990    | Jake and the Fatman                                       | Raymond Char            | Episodio: "Chinatown, My Chinatown"                                 |
| 1990    | Hardball                                                  |                         | Episodio: "Wedding Bell Blues"                                      |
| 1990    | The Bakery                                                | Kim Lee                 | Película para televisión                                            |
| 1990    | Vestige of Honor                                          | Thai Major              | Película para televisión                                            |
| 1991    | Los vigilantes de la playa                                | Mason Sato              | Episodio: "War of Nerves"                                           |
| 1991    | Not of This World                                         | Shikido                 | Película para televisión                                            |
| 1991    | Mission of the Shark: The Saga of the U.S.S. Indianapolis | Shoji Hashimoto         | Película para televisión                                            |
| 1992    | Ala de cuervo                                             | Osato                   | Episodios: "Return of the Black Dragon" y "Reunion"                 |
| 1993    | Renegado                                                  | Hirotaka                | Episodio: "Samurai"                                                 |
| 1993    | Space Rangers                                             | Zylyn                   | 6 episodios                                                         |
| 1994    | Day of Reckoning                                          | Prakit                  | Película para televisión                                            |
| 1995    | Babylon 5                                                 | oficial Morishi         | Episodio: "Convictions"                                             |
| 1995    | Thunder in Paradise 3                                     | Mason Lee               | Película para televisión                                            |
| 1996    | Cybill                                                    | Kenji                   | Episodio: "Cybill and Maryann Go to Japan"                          |
| 1996    | Sabrina, cosas de brujas                                  | Tai Wei Tse             | Episodio: "Sweet & Sour Victory"                                    |
| 1996-97 | Nash Bridges                                              | Teniente A.J. Shimamura | 12 episodios                                                        |
| 1997    | Happily Ever After: Fairy Tales for Every Child           | King Young-Jin          | Episodio: "The Little Mermaid"                                      |
| 1997    | Raven: Return of the Black Dragon                         | Osato                   | Película para televisión                                            |
| 1997    | Stargate SG-1                                             | Turghan                 | Episodio: "Emancipation"                                            |
| 1998    | Poltergeist: El legado                                    | Sam Tanaka              | Episodio: "The Internment"                                          |
| 1998    | Vengeance Unlimited                                       | Aung Myint              | Episodio: "Ambition"                                                |
| 1999    | Seven Days                                                | Peter                   | Episodio: "Walter"                                                  |
| 1999    | Johnny Tsunami                                            | Johnny Tsunami          | Película para televisión                                            |
| 1999    | NetForce                                                  | Leong Cheng             | Película para televisión                                            |
| 2000    | Walker, Texas Ranger                                      | Master Ko               | Episodio: "Black Dragons"                                           |
| 2003    | Los vigilantes de la playa: Misión en Hawai               | Mason Sato              | Película para televisión                                            |
| 2004    | Hawaii                                                    | Captain Terry Harada    | Temporada 1                                                         |
| 2005    | Faith of My Fathers                                       | Cat                     | Película para televisión                                            |
| 2007    | Héroes                                                    | The Swordsmith          | Episodios: "Chapter Six 'The Line'" y "Chapter Seven 'Out of Time'" |
| 2007    | Johnny Kapahala: Back on Board                            | Johnny Tsunami          | Película para televisión                                            |
| 2008    | Ghost Voyage                                              | The Steward             | Película para televisión                                            |
| 2009    | Beyond the Break                                          | Xander                  | Episodios: "One 'Elle' of a Party" y "Cast Away"                    |
| 2010    | Hawaii Five-0                                             | Hiro Noshimori          | Episodios: "Ke Kinohi" y "Pahele"                                   |
| 2012-13 | Revenge                                                   | Satoshi Takeda          | Temporada 2                                                         |
| 2014    | Teen Wolf                                                 | Katashi/Silverfinger    | Episodio: "Silverfinger"                                            |
| 2014    | The Librarians                                            | Sr. Drake               | Episodio: "And the Apple of Discord"                                |
| 2015-18 | El hombre en el castillo                                  | Nobusuke Tagomi         | Temporadas 1-3                                                      |
| 2016    | Grimm                                                     | Takeshi Himura          | Episodio: "Inugami"                                                 |
| 2016    | Teenage Mutant Ninja Turtles                              | Sumo Kuma (voz)         | Episodios: "Yojimbo" y "Kagayake! Kintaro"                          |
| 2017    | Star Wars Rebels                                          | Alrich Wren (voz)       | 2 episodios                                                         |
| 2018    | Lost in Space                                             | Hiroki Watanabe         | Temporada 1                                                         |